# Маріус Аврам
Маріус Іонуц Аврам (9 серпня 1979, Бухарест) — колишній румунський футбольний арбітр. Арбітр ФІФА та УЄФА з 2010 по 2020 рік. Він судив матчі Ліги 1 з 2007 по 2020 рік.

## Суддівська кар'єра
4 серпня 2007 року Аврам відсудив свій перший матч у національній лізі Румунії. Під час матчу між «Політехніка» (Ясси) та «Універсітатя» (Крайова) (2–1) арбітр показав чотири жовті картки.
Він дебютував у єврокубках під час матчу між «Работнічкі» (Скоп'є) та «Лузітаносом» у попередньому раунді Ліги Європи УЄФА. Матч завершився з рахунком 5–0 на користь господарів, а Аврам показав три жовті картки.
Свій перший міжнародний матч на рівні збірних він відсудив 29 травня 2010 року, коли Польща зіграла внічию з Фінляндією з рахунком 0–0. Протягом цього матчу Аврам показав жовту картку лише фінському захиснику Нікласу Мойсандеру.
Судив матчі юнацького чемпіонату Європи (U-17) у 2012, 2015 роках, фінали Кубка Румунії 2011 та Кубка румунської ліги 2016 років.
Завершив кар'єру арбітра 17 грудня 2020 року, а останнім матчем, який він судив, був матч ФК «Динамо» — ЧФР «Клуж» (Ліга I).

## Міжнародні матчі
| Дата              | Місце                      | Збірні                       | Результат | Турнир                              | ЖК | YK · YK · RK | RK |
| ----------------- | -------------------------- | ---------------------------- | --------- | ----------------------------------- | -- | ------------ | -- |
| 29 травня 2010    | Кельце, Польща             | Польща — Фінляндія           | 0 — 0     | Товариський                         | 1  | 0            | 0  |
| 17 листопада 2010 | Софія, Болгарія            | Болгарія — Сербія            | 0 — 1     | Товариський                         | 3  | 1            | 0  |
| 7 вересня 2012    | Астана, Казахстан          | Казахстан — Ірландія         | 1 — 2     | Чемпіонат світу 2014 (кваліфікація) | 3  | 0            | 0  |
| 9 вересня 2014    | Доха, Катар                | Катар — Перу                 | 0 — 2     | Товариський                         | 2  | 0            | 0  |
| 9 червня 2018     | Таллінн, Естонія           | Естонія — Марокко            | 1 — 3     | Товариський                         | 3  | 0            | 0  |
| 15 листопада 2020 | Скоп'є, Північна Македонія | Північна Македонія — Естонія | 2 — 1     | Ліга націй УЄФА 2020—2021           | 6  | 0            | 0  |